# Nationaal-Liberale Partij (Duitsland)

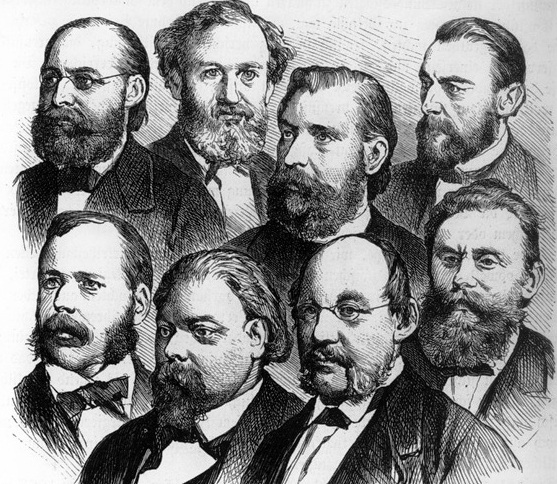
Kopstukken van de NLP, achterste rij van links naar rechts: Wilhelm Wehrenpfennig, Eduard Lasker, Heinrich von Treitschke, Johannes Miquel, voorste rij van links naar rechts: Franz von Roggenbach, Karl Braun, Rudolf Gneist, Ludwig Bamberger

De Nationaal-Liberale Partij (Duits: Nationalliberale Partei), was een conservatief-liberale partij ten tijde van het Duitse Keizerrijk.

## Oprichting
De NLP werd in 1867 opgericht door een groep Pruisische liberalen onder leiding van Hans Victor von Unruh, Rudolf von Benningsen en Johannes von Miquel. Doelen van de NLP waren de ondersteuning van von Bismarcks verenigingspolitiek met militaire middelen, een constitutionele monarchie, en de omvorming van het Duitse rijk tot een moderne industriestaat.
De NLP vertegenwoordigde vooral de ideeën van nationaal- en/of liberaalgeoriënteerde geleerden en grootburgers (haute bourgeosie) van protestanten huize. Na de Reichsgründung (1871) werd de NLP een bondspartij die vooral veel aanhang verwierf in Zuid-Duitse staten en in de Hanzesteden. Successen in Pruisen, waar het voor de NLP allemaal begon, bleven uit.

## De NLP in de 19e en 20e eeuw

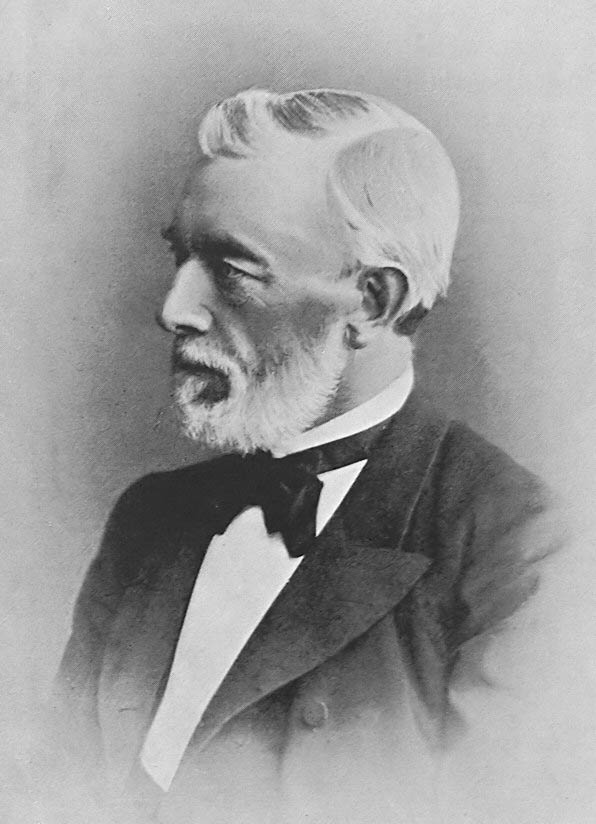
Dr. Johannes von Miquel (1828-1901), vooraanstaand NLP'er in de 19de eeuw

Bij de Rijksdagverkiezingen van 1871 kwam de NLP als grootste partij uit de bus. De nationaal-liberale fractie telde na de verkiezingen 125 leden. Tot de Rijksdagverkiezingen van 1881 wist de NLP zich als sterkste partij in de Rijksdag te handhaven, maar hierna ging het bergafwaarts met de partij.
Tijdens de Kulturkampf tegen de Rooms-Katholieke Kerk steunde de NLP Bismarck. Net als Bismarck was de NLP ervan overtuigd dat de rol van de Rooms-Katholieke Kerk in het openbare leven verregaand moest worden ingeperkt. Daarnaast stemde de NLP in met Bismarcks antisocialistische maatregelen, met als hoogtepunt de Socialistenwet (Sozialistengesetz). Ofschoon Bismarck de nationaal-liberalen altijd heeft gewantrouwd, werkte hij wel tot met ze samen. In 1879 verbraken de nationaal-liberalen en Bismarck hun samenwerking toen de laatste met de invoering van de Schutzzollpolitik de voorkeur gaf aan protectionisme boven vrijhandel.
In 1880 scheidde een deel van de linkervleugel zich onder de naam Liberale Vereniging (Liberale Vereinigung) van de NLP af. Sindsdien schoof de NLP steeds verder op naar rechts en begon de NLP nauw samen te werken met de Duitse Conservatieve Partij (Deutschkonservatieve Partei) (1887). In augustus 1887 stapten 28 vooraanstaande leden van de linkervleugel uit de partij, uit onvrede over het feit dat de NLP de protectionistische koers van de regering-Bismarck tóch besloot te steunen. Mede als gevolg van deze koerswijziging verloor de NLP bij de Rijksdagverkiezingen van 1890 haar in 1887 herwonnen meerderheid in het parlement.
Aan het einde van de jaren negentig van de 19e eeuw steunde de NLP uitbouw van de Duitse marine onder grootadmiraal Alfred von Tirpitz. Enthousiaste nationaal-liberalen sloten zich aan bij de Duitse Vlootvereniging (Deutscher Flottenverein). Daarnaast was de NLP voorstander van de door Bismarck begonnen kolonisatiepolitiek.
Net als de conservatieve partijen - en anders dan de links-liberale partijen - verzette de NLP zich tegen uitbreiding van het kiesrecht. In Pruisen was de NLP voor handhaving van het drieklassenkiesrecht.
Omstreeks de eeuwwisseling zochten jonge nationaal-liberalen toenadering tot de links-liberale partijen, zoals de Vrijzinnige Volkspartij en de Vrijzinnige Vereniging. Dit overigens tot ongenoegen van de partijleiding, die de links-liberalen als renegaten zagen.
Het feit dat de NLP in feite was verworden tot een partij die zich nauwelijks onderscheidde van de conservatieve partijen behalve dan dat nationaal-liberalen de wens hadden het openbaar leven geheel aan de invloed van godsdienst te onttrekken. Overigens moet men niet denken dat de NLP antiklerikaal was, omdat de NLP, net als haar navolger de Duitse Volkspartij (Deutsche Volkspartei) de protestantse cultuur in Duitsland steunde.
Bij de Rijksdagverkiezingen van 1913 leed de NLP opnieuw een nederlaag. De Sociaaldemocratische Partij van Duitsland (Sozialdemokratische Partei Deutschlands) was de grote winnaar.

## Nationaal-liberale vleugel
De zogenaamde nationaal-liberale of rechts liberale vleugel van de NLP was het krachtigst. De nationaal-liberale vleugel, die in de 19de eeuw onder leiding van Johannes von Miquel stond, was nationalistisch en voorstander van een krachtig leger en combineerde dit nationalisme met het streven naar individuele vrijheid (klassiek liberalisme). In de 20e eeuw stond de nationaal-liberale vleugel van de NLP onder leiding van Gustav Stresemann.

## Van de Eerste Wereldoorlog tot het einde van de NLP
Tijdens de Eerste Wereldoorlog was de NLP een groot voorstander van de oorlogspolitiek. De nationaal-liberalen stemden vóór de oorlogskredieten en waren voorstanders van annexaties om het Duitse rijk groter te maken. In 1917 stemde de NLP vóór de onbeperkte duikbotenoorlog.
De NLP keerde zich tegen de Vredesresolutie van de Centrumpartij, de Sociaaldemocratische Partij van Duitsland en de Vooruitstrevende Volkspartij (1917). Later, toen de oorlog slecht verliep voor de Duitsers, schaarden zich echter enkele linksgeoriënteerde nationaal-liberalen zich achter de vredesresolutie.
Tijdens de Novemberrevolutie van 1918 hoopten de nationaal-liberalen dat keizer Wilhelm II zou aftreden ten gunste van zijn oudste (minderjarige) kleinzoon, in de hoop zo de monarchie te kunnen behouden. Uiteindelijk verzetten de nationaal-liberalen zich niet tegen de uitroeping van de republiek op 9 november 1918, die toch onvermijdelijk was geworden. Na de wapenstilstand van 11 november 1918, waarna de vijandelijkheden tussen de Centralen en de Entente eindigden, viel de NLP uiteen. De linkervleugel vormde samen met de Vrijzinnige Volkspartij de Duitse Democratische Partij (Deutsche Demokratische Partei), terwijl de rechtervleugel zich aansloot bij de Duitse Nationale Volkspartij (Deutschnationale Volkspartei).
Eind november 1918 werden een aantal voormalige nationaal-liberalen onder Gustav Stresemann uit de DDP geweerd, omdat zij tijdens de oorlogsjaren het agressieve beleid van de legerleiding hadden gesteund. Stresemann en de zijnen richtten de Duitse Volkspartij (Deutsche Volkspartei) op.

## Partijprominenten
- Ludwig Bamberger (1823-1899), revolutionair, bankier
- Ernst Bassermann (1854-1917), NLP-fractievoorzitter
- Karl Braun (1822-1893), econoom
- Maximilian Franz August von Forckenberg (1821-1892), burgemeester van Berlijn
- Rudolf von Gneist (1816-1895), jurist
- Rudolf Hartmann (1856-?), arts
- Eduard Lasker (1829-1884), jurist
- August Metz (1818-1874), revolutionair, NLP-voorzitter in Hessen
- Johannes von Miquel (1828-1901), minister van Financiën van Pruisen, leider van de rechtervleugel van de NLP
- Franz von Roggenbach (1825-1870), minister van Buitenlandse Zaken van Baden
- Gustav Stresemann (1878-1929), rijkskanselier van Duitsland (Weimarrepubliek)
- Karl Twesten (1820-1870), jurist
- Heinrich von Treitschke (1834-1896), historicus, publicist en antisemiet
- Hans Victor von Unruh (1806-1886), ambtenaar en grootgrondbezitter
- Wilhelm Wehrenpfennig (1829-1900), theoloog en ambtenaar

## Verwijzingen
1. ↑  Statistik: Reichstagswahl 03.03.1871
2. ↑  Statistik: Reichstagswahl 27.10.1881
3. ↑  14-18, De Eerste Wereldoorlog, door: R.L. Schuursma (red.) (1975), band 1, p. 56
4. ↑  14-18, De Eerste Wereldoorlog, door: R.L. Schuursma (red.) (1976), band 5, blz. 1645
5. ↑  Gustav Stresemann stond tijdens de Eerste Wereldoorlog in nauw contact met kroonprins Wilhelm